# Club Deportivo Juvenil Tamarite
El Club Deportivo Juvenil Tamarite es un club de fútbol español del municipio oscense de Tamarite de Litera, en Aragón. Fue fundado en 1960 y compite actualmente en la Tercera Federación (Grupo XVII).

## Historia
El Club Deportivo Juvenil Tamarite fue fundado en 1960 cogiendo el testigo de la Unión Deportiva Literana (1922), que cambiaría su nombre al de Club Deportivo Tamarite antes de desaparecer en 1958.

## Estadio
Juega sus partidos como local en el estadio municipal de La Colomina, cuyo terreno de juego es de césped artificial desde 2016.

## Uniforme
- Uniforme titular: Camiseta a cuadros blanquiazul, pantalón y calzas azules.
- Uniforme alternativo: Camiseta a cuadros rojinegra, pantalón y calzas negras.

## Datos del club
- Temporadas en Tercera División: 15.
- Clasificación histórica de la Tercera División: 567º.

## Palmarés

### Campeonatos regionales
- Regional Preferente de Aragón (3): 1991-92 (Grupo I), 1997-98 (Grupo II). 2021-22 (Grupo I)
- Subcampeón de la Regional Preferente de Aragón (4): 1988-89 (Grupo II), 1999-00 (Grupo II), 2012-13 (Grupo I), 2016-17 (Grupo I).
- Subcampeón de la Segunda Regional Preferente de Aragón (1): 1975-76.
- Subcampeón de la Primera Regional de Aragón (3): 1971-72, 1985-86 (Grupo D), 1986-87 (Grupo II), 2008-09 (Grupo II).